# Mohun’s Ottery

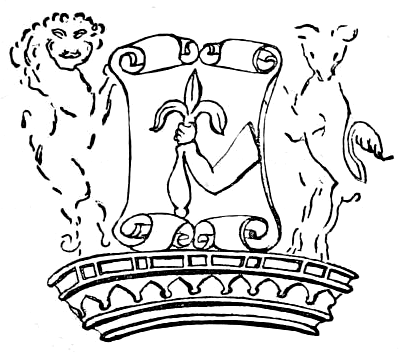
Das Wappen der Familie Mohun, Zeichnung von 1888 nach einer Skulptur am Torhaus von Mohun's Ottery

Mohun's Ottery ist ein Bauernhaus in Devon in Großbritannien, das anstelle eines älteren Herrenhauses errichtet wurde. Das denkmalgeschützte Anwesen liegt südöstlich des Dorfes Luppitt, etwa sechs Kilometer nordöstlich von Honiton. 

## Geschichte
Mohun's Ottery, auch Ottery Fleming genannt, wurde erstmals als Otri im Domesday Book im 11. Jahrhundert genannt. Östlich des Anwesens fließt der River Otter, nach dem es seinem Namen erhalten hat. Im 13. Jahrhundert war das Gut im Besitz der Familie Mohun. Vor 1303 gelangte es durch Heirat in den Besitz von Sir John Carew. Dessen Nachfahre Sir Peter Carew ließ im 16. Jahrhundert ein neues Herrenhaus errichten. Nach Peter Carews Tod 1575 erbte seine Nichte Thomasine Southgate das Anwesen. Im späten 17. sowie im 18. Jahrhundert wechselte das Anwesen mehrfach den Besitzer. Es wurde als Farm verpachtet und diente nicht mehr als Herrenhaus. Vor 1868 brannte das alte Herrenhaus nieder. Vermutlich etwas südlich davon wurde 1868 ein neues Bauernhaus im schlichten Neotudorstil errichtet, auf der Ruine des Herrenhauses wurde ein Wirtschaftsgebäude errichtet. Von dem alten Anwesen sind noch die Ruine des Torhauses und Reste der Umfassungsmauer erhalten. Seit dem 22. Februar 1955 ist das Farmhaus als Kulturdenkmal der Kategorie Grade II geschützt, seit dem 16. März 1988 die Ruine des Torhauses als Kulturdenkmal der Kategorie Grade II*.

## Anlage
Das zweigeschossige Bauernhaus wurde aus Bruchstein auf U-förmigen Grundriss errichtet. Im Portal des Mitteltraktes wurden bearbeitete Steine des niedergebrannten Herrenhauses wiederverwendet. Etwa fünf Meter südlich des Hauses befindet sich die Ruine des Torhauses, das aus der Mitte des 16. Jahrhunderts stammt. Von dem ursprünglich zwei- oder gar dreigeschossigen Tor sind nur noch die dachlosen Reste des Erdgeschosses mit einer Tordurchfahrt mit Tudorbögen sowie angrenzende Mauern erhalten. 